# Ján Lašák
Ján Lašák (ur. 10 kwietnia 1979 w Zwoleniu) – słowacki hokeista, reprezentant Słowacji, dwukrotny olimpijczyk, trener.

## Kariera
- HKm Zwoleń U20 (1996-1999)
- MsHK Žilina (1997-1998)
- HKm Zvolen (1998-1999)
- Hampton Roads Admirals (1999-2000)
- Milwaukee Admirals (2000-2003)
- Nashville Predators (2001-2003)
- SKA Sankt Petersburg (2003-2004)
- HC Pardubice (2004-2009)
- HC Koszyce (2009)
- Atłant Mytiszczi (2009-2010)
- Jokerit (2010-2011)
- Amur Chabarowsk (2011-2012)
- Spartak Moskwa (2013)
- HC Dukla Trenczyn (2013-2014)
- Bílí tygři Liberec (2014-2017)

Wychowanek HKm Zvolen. W latach 2011–2012 występował w barwach Amuru Chabarowsk. Od stycznia do kwietnia 2013 zawodnik Spartaka Moskwa. Od września 2013 związany tymczasowym kontraktem z HC Dukla Trenczyn (wraz z nim Richard Lintner, Róbert Petrovický i Rastislav Pavlikovský). Z klubu odszedł pod koniec stycznia 2014. Od 31 stycznia 2014 zawodnik Bílí tygři Liberec. Po zakończeniu sezonu 2014/2014 przedłużył kontrakt z klubem o dwa lata. Odszedł z klubu w kwietniu 2017.
Uczestniczył w turniejach mistrzostw świata w 2000, 2001, 2002, 2003, 2004, 2005, 2006, 2008, 2009, 2011 oraz zimowych igrzysk olimpijskich 2002 i 2006.
Został asystentem głównego trenera seniorskiej kadry Słowacji podczas turnieju mistrzostw świata edycji 2018.

## Sukcesy
Reprezentacyjne
- Brązowy medal mistrzostwach świata juniorów do lat 20: 1999
- Srebrny medal mistrzostwach świata: 2000
- Złoty medal mistrzostwach świata: 2002
- Brązowy medal mistrzostwach świata: 2003

Klubowe
- Złoty medal mistrzostwo Czech: 2005 z HC Pardubice, 2016 z Bílí tygři Liberec
- Srebrny medal mistrzostw Czech: 2007 z HC Pardubice, 2017 z Bílí tygři Liberec
- Finał European Trophy: 2011 z Jokeritem

Indywidualne
- Sezon ECHL 1999/2000:
  - Pierwszy skład gwiazd
  - John A. Daley Trophy - najlepszy pierwszoroczniak sezonu
  - Najlepszy bramkarz sezonu
- Mistrzostwa Świata w Hokeju na Lodzie 2004:
  - Pierwsze miejsce w klasyfikacji skuteczności interwencji w turnieju: 95,38%
  - Pierwsze miejsce w klasyfikacji średniej goli straconych w turnieju: 1,00
- Sezon ekstraligi czeskiej 2004/2005:
  - Zlatá helma - Najbardziej Wartościowy Zawodnik (MVP)
- Mistrzostwa Świata w Hokeju na Lodzie 2008/Elita:
  - Jeden z trzech najlepszych zawodników reprezentacji

## Odznaczenia
- Krzyż Prezydenta Republiki Słowackiej I Stopnia – 2002[11]
- Medal Prezydenta Republiki Słowackiej – 2003[12]